# Mateše
Mateše is een plaats in de gemeente Bosiljevo in de Kroatische provincie Karlovac. De plaats telt 76 inwoners (2001).